# Никулае, Мариус
Ма́риус Никула́е (рум. Marius Niculae; род. 16 мая 1981, Бухарест, Румыния) — румынский футболист, нападающий. Выступал за сборную Румынии.

## Биография
Мариус начал карьеру в молодёжном составе команды «Динамо» (Бухарест), позже перейдя в основной состав. Дебютировал в основном составе в 1996 году, в возрасте 15 лет. За клуб он забил 44 мяча в 100 матчах чемпионата Румынии. В 2001 году он перешёл в «Спортинг» (Лиссабон) за 3 миллиона долларов. В тот период он получал много травм, и потому за 4 года в Португалии сыграл только 59 матчей в чемпионате, в которых забил 14 голов. Впоследствии он недолгое время поиграл за «Стандард» (Льеж), «Майнц 05» и «Инвернесс Каледониан Тисл».
В 2008 году вернулся в бухарестское «Динамо». Большую часть своего четырёхлетнего пребывания в «Динамо» являлся капитаном команды, не считая 2011 года, когда его отдали в аренду греческому клубу «Кавала». В июле 2012 года перешёл в «Васлуй». Отыграв там пол сезона, перешёл в китайский клуб «Шаньдун Лунэн».

## Достижения
«Динамо» (Бухарест)
- Чемпион Румынии: 1999/00
- Обладатель кубка Румынии: 1999/00, 2000/01, 2011/12

«Спортинг» (Лиссабон)
- Чемпион Португалии: 2001/02
- Обладатель Суперкубка Португалии: 2002
- Финалист Кубка УЕФА: 2004/05